# Darko Lazović
Darko Lazović (Čačak, Moravica, RFS Yugoslavia, 15 de septiembre de 1990) es un futbolista serbio. Juega de delantero en el Hellas Verona de la Serie A.

## Trayectoria

### Borac Čačak
Jugó en las categorías inferiores del Borac Čačak desde los seis años. Debutó el 2 de marzo de 2008 en un encuentro de liga contra el Hajduk Kula. Anotó su primer gol el 22 de marzo de 2008 en la SuperLiga Serbia a la Vojvodina. 

### Estrella Roja de Belgrado
El junio de 2009 firmó un contrato por cuatro años con el Estrella Roja de Belgrado. Anotó su primer gol en el club el 23 de septiembre de 2009, en la Copa de Serbia contra el Mladost Apatin. Estrella Roja ganó por 6-1.

### Genoa
En el verano de 2015, Lazovic fichó por el Genoa de la Serie A. Anotó su primer gol en un amistoso contra el Hertha BSC el 1 de agosto de 2015. Al final de la temporada 2018-19 no renovó su contrato con el club.

### Hellas Verona
El 6 de agosto de 2019 firmó por tres temporadas con el Hellas Verona.

## Selección nacional
Debutó con la selección de Serbia el 14 de diciembre de 2008, en un amistoso contra Polonia.

## Estadísticas

### Clubes
Actualizado al último partido disputado el 18 de mayo de 2025.
| Club                     | Div.          | Temporada     | Liga  | Liga  | Copa nacional | Copa nacional | Copa internacional | Copa internacional | Total | Total |
| Club                     | Div.          | Temporada     | Part. | Goles | Part.         | Goles         | Part.              | Goles              | Part. | Goles |
| ------------------------ | ------------- | ------------- | ----- | ----- | ------------- | ------------- | ------------------ | ------------------ | ----- | ----- |
| F. K. Borac Čačak Serbia | 1.ª           | 2007-08       | 14    | 3     | 0             | 0             | 0                  | 0                  | 14    | 3     |
| F. K. Borac Čačak Serbia | 1.ª           | 2008-09       | 28    | 3     | 2             | 1             | 5                  | 1                  | 35    | 5     |
| F. K. Borac Čačak Serbia | Total club    | Total club    | 42    | 6     | 2             | 1             | 5                  | 1                  | 49    | 8     |
| Estrella Roja Serbia     | 1.ª           | 2009-10       | 9     | 1     | 2             | 2             | 0                  | 0                  | 11    | 3     |
| Estrella Roja Serbia     | 1.ª           | 2010-11       | 16    | 2     | 3             | 0             | 0                  | 0                  | 19    | 2     |
| Estrella Roja Serbia     | 1.ª           | 2011-12       | 27    | 7     | 6             | 1             | 4                  | 1                  | 37    | 9     |
| Estrella Roja Serbia     | 1.ª           | 2012-13       | 23    | 4     | 2             | 1             | 6                  | 0                  | 31    | 5     |
| Estrella Roja Serbia     | 1.ª           | 2013-14       | 14    | 5     | 0             | 0             | 0                  | 0                  | 14    | 5     |
| Estrella Roja Serbia     | 1.ª           | 2014-15       | 28    | 10    | 2             | 0             | 0                  | 0                  | 30    | 10    |
| Estrella Roja Serbia     | Total club    | Total club    | 117   | 29    | 15            | 4             | 10                 | 1                  | 142   | 34    |
| Genoa C. F. C. · Italia  | 1.ª           | 2015-16       | 15    | 0     | 1             | 0             | ―                  | ―                  | 16    | 0     |
| Genoa C. F. C. · Italia  | 1.ª           | 2016-17       | 33    | 2     | 3             | 0             | ―                  | ―                  | 36    | 2     |
| Genoa C. F. C. · Italia  | 1.ª           | 2017-18       | 21    | 0     | 3             | 0             | ―                  | ―                  | 24    | 0     |
| Genoa C. F. C. · Italia  | 1.ª           | 2018-19       | 33    | 3     | 1             | 0             | ―                  | ―                  | 34    | 3     |
| Genoa C. F. C. · Italia  | Total club    | Total club    | 102   | 5     | 8             | 0             | 0                  | 0                  | 110   | 5     |
| Hellas Verona · Italia   | 1.ª           | 2019-20       | 38    | 3     | 1             | 0             | ―                  | ―                  | 39    | 3     |
| Hellas Verona · Italia   | 1.ª           | 2020-21       | 32    | 3     | 1             | 0             | ―                  | ―                  | 33    | 3     |
| Hellas Verona · Italia   | 1.ª           | 2021-22       | 34    | 1     | 1             | 1             | ―                  | ―                  | 35    | 2     |
| Hellas Verona · Italia   | 1.ª           | 2022-23       | 31    | 4     | 1             | 0             | ―                  | ―                  | 32    | 4     |
| Hellas Verona · Italia   | 1.ª           | 2023-24       | 32    | 3     | 1             | 0             | ―                  | ―                  | 33    | 3     |
| Hellas Verona · Italia   | 1.ª           | 2024-25       | 27    | 2     | 1             | 0             | ―                  | ―                  | 28    | 2     |
| Hellas Verona · Italia   | Total club    | Total club    | 194   | 16    | 6             | 1             | 0                  | 0                  | 200   | 17    |
| Total carrera            | Total carrera | Total carrera | 455   | 56    | 31            | 6             | 15                 | 2                  | 501   | 64    |

### Selección nacional
| Selección     | Temporada     | Encuentros | Encuentros |
| Selección     | Temporada     | Part.      | Goles      |
| ------------- | ------------- | ---------- | ---------- |
| Sub21 Serbia  | 2011-2012     | 11         | 4          |
| Sub21 Serbia  | Total         | 11         | 4          |
| Serbia        |               |            |            |
| 2008          | 1             | 0          |            |
| 2012          | 3             | 0          |            |
| 2014          | 1             | 0          |            |
| Total         | 5             | 0          |            |
| Total carrera | Total carrera | 5          | 0          |

## Palmarés

### Títulos nacionales
| Título              | Club          | País   | Año     |
| ------------------- | ------------- | ------ | ------- |
| Copa de Serbia      | Estrella Roja | Serbia | 2009-10 |
| Copa de Serbia      | Estrella Roja | Serbia | 2011-12 |
| Superliga de Serbia | Estrella Roja | Serbia | 2013-14 |